# Martí Vigo del Arco
Martí Vigo del Arco (Sesué, 22 dicembre 1997) è un ex ciclista su strada e fondista spagnolo.

## Biografia
Nato nel 1997 a Sesué, in Aragona, nella Spagna nord-orientale, inizia a praticare lo sci di fondo già dai tre anni.
Partecipa alle prime competizioni internazionali di sci di fondo a 16 anni, ad inizio 2014, prendendo parte ai Mondiali juniores in Val di Fiemme, Italia, piazzandosi 87º nello sprint e 91º nella 10 km. L'anno successivo è invece 40º nella 7,5 km e 51º nella 10 km al Festival olimpico della gioventù europea di Vorarlberg/Vaduz 2015. Nel 2016 torna ai Mondiali juniores, a Râșnov, terminando 49º nello sprint e 54º nella 15 km. Anche nel 2017 è alla competizione iridata giovanile di Park City, chiudendo 14º nella 10 km e 28º nello skiathlon. A termine dello stesso 2017 la Federazione spagnola degli sport invernali gli conferisce il Premio Carolina Ruiz come atleta con migliori prospettive per il futuro.
A 20 anni esordisce in Coppa del Mondo a Dresda, in Germania, nel gennaio 2018; nello stesso anno partecipa ai Giochi olimpici di Pyeongchang 2018, non terminando la 15 km, uscendo invece in semifinale, 10º (16º totale) con il tempo di 16'59"83, nello sprint a squadre insieme a Imanol Rojo.
18º nella 15 km ai Mondiali Under-23 di Lahti 2019, nella stessa annata prende parte all'Universiade di Krasnojarsk, arrivando 35º nello sprint, 38º nella 10 km, 14º nella 30 km e 24º nello sprint a squadre. A fine stagione 2018-2019 chiude la sua carriera negli sport invernali.
Nel 2020, dopo aver seguito negli allenamenti ciclistici la compagna Lydia Iglesias, elite da quell'anno con la Cronos Casa Dorada, decide di iniziare a gareggiare con il team dilettantistico Telco'm-On Clima-Osés. Nonostante la partecipazione a poche corse, a fine 2020 gli italiani dell'Androni Giocattoli-Sidermec di Gianni Savio, anche in virtù degli ottimi valori riscontrati in alcuni test fisici, gli offrono un contratto biennale da professionista, che Vigo firma. Nelle due stagioni da professionista Vigo non ottiene però risultati di rilievo.